# National Automotive Parts Association
A National Automotive Parts Association (NAPA), também chamada de NAPA Auto Parts é uma empresa do tipo cooperativa de distribuição de peças automotivas com sede em Atlanta, na Geórgia, nos Estados Unidos, foi fundada em 1925, atualmente é de propriedade da Genuine Parts Company.